# Мегантроп
Мегантроп (лат. Meganthropus) — назва, запропонована для низки викопних знахідок зубів і фрагментів нижніх щелеп древніх людей, виявлених у Сангірані на острові Ява. Ці щелепи і зуби вирізняються дуже великими розмірами і масивністю.
Перші знахідки було зроблено в 1939–1941 роках голландським антропологом Г. Г. Р. фон Кенігсвальдом, який і запропонував для них нову родову і видову назву Meganthropus palaeojavanicus. Це назва використовувалася рядом авторів у 1940-ві роки, хоча перший формальний опис таксона під цією назвою було опубліковано Г. Г. Р. фон Кенігсвальдом лише в 1950 році .
Німецький дослідник Франц Вейденрейх, автор оригінальної гіпотези про походження людей від гігантопітеків, перехідною формою між ними вважав мегантропів .
У 1954 році Джон Робінсон розглядав цю групу як вид у складі роду парантропів .
Згодом уявлення про мегантропів як про самостійну групу древніх людей були спростовані. Зокрема, М. О. Гремяцьким було показано, що фрагменти нижніх щелеп, приписуваних мегантропам, добре поєднуються з верхньою щелепою пітекантропа. Крім того, місця знахідок і датування мегантропів ті ж самі, що і пітекантропів. Таким чином, немає жодних підстав для визнання мегантропа самостійним видом і, тим більше, родом . Видова назва Meganthropus palaeojavanicus зазвичай розглядається як молодший синонім Homo erectus .

## Ресурси Інтернету
- Все про Сангіран — місцезнаходження, де згайдено рештки мегантропів [Архівовано 1 лютого 2014 у Wayback Machine.]